# Jean-Pierre Parenteau
Jean-Pierre Parenteau (francès: Jean-Pierre Paranteau)  (Angulema, 5 d'agost de 1944 - Llemotges, 27 d'octubre de 2024) va ser un ciclista francès, que fou professional entre 1970 i 1975. De la seva carrera destaca una victòria al Tour de l'Aude i una victòria d'etapa a la Tossa de Montbui durant la Setmana Catalana.
Quan era amateur va participar en els Jocs Olímpics de Ciutat de Mèxic de 1968 en la prova en ruta individual.

## Palmarès
Palmarès.
Palmarès en ruta
- 1968
  - Vencedor de 2 etapes al Tour del Llemosí
- 1969
  - 1r a la Ruta de França
  - Vencedor d'una etapa al Tour del Llemosí
- 1973
  - 1r al Tour de l'Aude i vencedor d'una etapa
  - Vencedor d'una etapa a la Setmana Catalana
  - 1r al GP de Montauroux
- 1981
  - 1r al Gran Premi de Montamisé

Resultats al Tour de França
- 1970. 58è de la classificació general
- 1972. 38è de la classificació general
- 1973. Abandona (5a etapa)

Resultats a la Volta a Espanya
- 1970. Abandona
- 1971. 51è de la classificació general
- 1973. 39è de la classificació general